# Friedrich Wilhelm von der Osten (Kammerherr)
Friedrich Wilhelm von der Osten (* 23. Februar 1721 in Stargard in Pommern; † 27. März 1786 in Plathe) war ein preußischer Kammerherr, Landrat und Privatgelehrter.

## Leben
Friedrich Wilhelm von der Osten stammte aus der pommerschen uradligen Familie von der Osten. Sein Vater Matthias Conrad von der Osten (1691–1748) war preußischer Kammerbeamter und stieg zum Chefpräsidenten der Kurmärkischen Kriegs- und Domänenkammer zu Berlin auf. Seine Mutter Clara Sophie (1700–1721) war eine geborene von Blücher aus dem Hause Plathe. Er wurde bereits 1732 an der Albertus-Universität Königsberg immatrikuliert, 1740 ging er an die Brandenburgische Universität Frankfurt, zwei Jahre später an die Universität Leipzig und kam über die Friedrichs-Universität Halle wieder nach Hause.
Aufgrund der guten Beziehungen seines Vaters zum preußischen Hof kam Friedrich Wilhelm von der Osten in den Hofdienst und wurde 1745 Kammerherr. Nach dem Tod seines Vaters quittierte er jedoch den Hofdienst und begab sich auf seine Güter. Er heiratete 1752 Charlotte Henriette (1734–1791), die Tochter des Stettiner Bürgermeisters Matthäus Heinrich von Liebeherr. Die gemeinsame Tochter Charlotte Wilhelmine Juliane (1759–1800) heiratete 1784 den nachmaligen preußischen Generalmajor Otto Leopold Ehrenreich von Gloeden (1731–1801).
1764 wurde von der Osten Ritter des Johanniterordens zu Sonnenburg und designierter Kommendator der Komturei Lietzen.
Im Ostenschen Kreis engagierte er sich als Kreisdeputierter und vertrat als solcher auch den Landrat Christoph Friedrich von der Osten bei dessen Abwesenheit. Nach dessen Tod 1777 wurde er zum Landrat des Ostenschen Kreises gewählt und übte das Amt bis zu seinem Tode aus; sein Nachfolger wurde George Julius Felix von der Osten.
Von der Ostens Schwiegervater Liebeherr war ein großer Sammler von Büchern und Münzen, die in Beziehung zu Pommern standen. Die „Liebeherrsche Sammlung“ befand sich bis 1945 in der Stadtbücherei Stettin.
Wohl dadurch angeregt begann auch Friedrich Wilhelm von der Osten mit der Sammlung von Dokumenten und Zeugnissen der pommerschen Geschichte. Dabei stand er in regem Austausch mit Amandus Karl Vanselow. Er war ebenfalls einer der Bearbeiter des Pommerschen Adelsspiegels von Albrecht Elzow, dessen Signatur im Landesarchiv Greifswald noch heute seinen Namen trägt.
Johann III Bernoulli besuchte auf seinen „Reisen durch Brandenburg, Pommern, Preussen, Curland, Russland und Pohlen in den Jahren 1777 und 1778“ auch Schloss Plathe und berichtet im zweiten Band der Reisebeschreibung auf 12 Seiten über seine Eindrücke von den Sammlungen von der Ostens. Diese enthielten:
1. die Sammlung der pommerschen Druckschriften,
2. die dieses Land betreffenden Handschriften, u. a. von Johannes Bugenhagen, Thomas Kantzow, Valentin von Eickstedt, Günther Heiler, Cosmus von Simmer, Nicolaus von Klemptzen und Lupold von Wedel,
3. die Landkarten von Pommern,
4. die topographischen Karten von pommerschen Städten,
5. die pommersche Münzsammlung,
6. die Porträts der pommerschen Herzöge,
7. eine große Sammlung Kupferstiche von pommerschen Fürsten, Staatsmännern, Gelehrten usw.,
8. verschiedene sonstige Altertümer.

Friedrich Wilhelm von der Osten bestimmte in seinem Testament, dass seine pommerschen Sammlungen ungeteilt weiterzuvererben seien und nie veräußert werden sollten. Bis 1945 wurde diese Forderung erfüllt. Im Frühjahr 1945 konnte sein Nachfahre und damaliger Besitzer, Karl Graf von Bismarck-Osten, nur einen Teil der Bibliothek Schloss Plathe evakuieren. Größere Teile der Bibliothek befinden sich deshalb heute in der Universitätsbibliothek Łódź und der Polnischen Nationalbibliothek in Warschau, ein Teil der Handschriftensammlung im Landesarchiv Greifswald (Rep. 42 Plathe) und Teile der sonstigen Kunstsammlungen, z. B. die Porträts der pommerschen Herzöge, im Pommerschen Landesmuseum in Greifswald.

## Schriften
- Versuch eines Verzeichnisses sämtlicher Prälatorum und Canonicorum des Capitels zu Camin. Handschrift 1770.
- Alphabetisches Register aller adligen Familien, welche in Vor- und Hinterpommern, Rügen, Lauenburg und Bütow ansässig gewesen und darinnen florieret haben. Handschrift 1770.
- Villare Pomeranicum, alphabetisches Verzeichnis aller Dörfer, Vorwerke und deren jetzige Besitzer in Pommern, Rügen, Lauenburg und Bütow sowohl unter schwedischer als preußischer Hoheit. Handschrift 1772–1775.
- Kurze Nachrichten zur Pommerschen Münzwissenschaft. Greifswald 1782.
- Verzeichnis der Schwedischpommerschen und Rügianischen Landkarten. 1784.